# Serviço Federal de Processamento de Dados
O Serviço Federal de Processamento de Dados (Serpro) é a maior empresa pública de prestação de serviços em tecnologia da informação do Mundo.
Foi criado pela Lei n.º 4.516, de 1 de dezembro de 1964, para modernizar e dar agilidade a setores estratégicos da administração pública. É vinculado ao Ministério da Fazenda e cresceu desenvolvendo sistemas e serviços que permitiram maior controle e transparência sobre a receita e os gastos públicos.

## Abrangência
A sede situa-se em Brasília, possuindo regionais em onze capitais conforme as regiões fiscais (Brasília, Belém, Fortaleza, Recife, Salvador, Belo Horizonte, Rio de Janeiro, São Paulo, Curitiba, Porto Alegre e Florianópolis) e escritórios em todos os estados da federação. São cerca de 10 mil empregados alocados em mais de 330 municípios brasileiros. Seu principal mercado de atuação está no segmento das finanças públicas (Ministério da Fazenda com suas secretarias e demais órgãos), correspondendo a cerca de 80% do volume de negócios da Empresa. Atua também no segmento das ações estruturadas e integradoras da administração pública, constituído pelo Ministério do Planejamento, Orçamento e estende-se a outros órgãos governamentais que constituam ações nesse segmento e que demandem serviços característicos da Empresa.

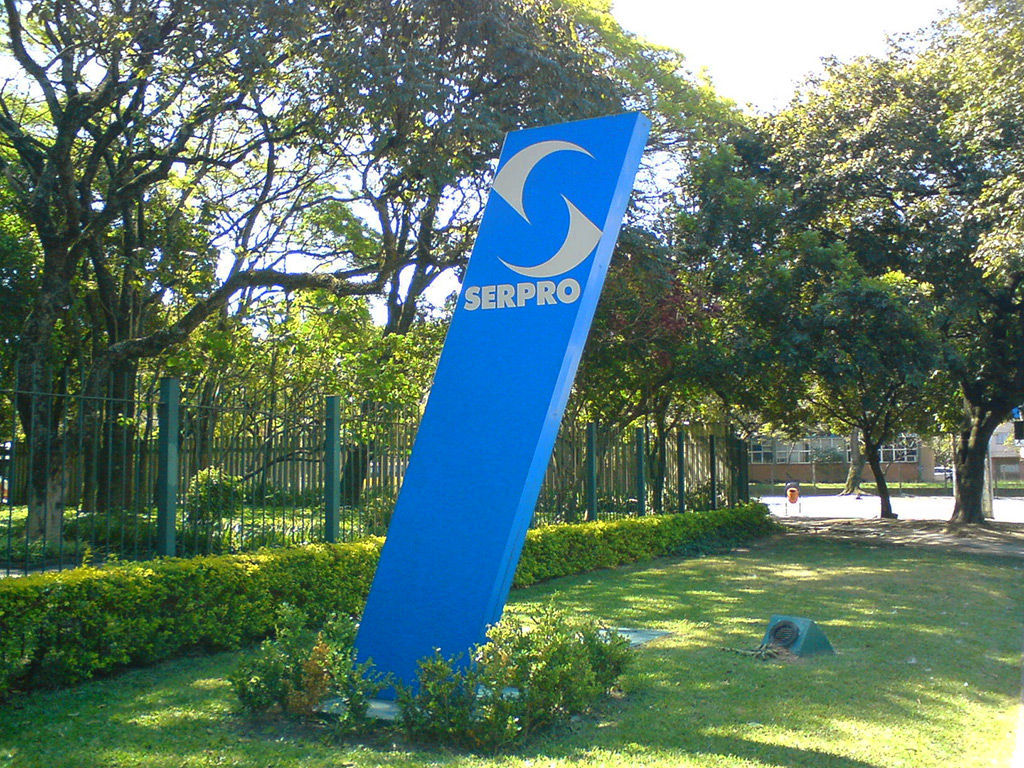
Entrada da regional Porto Alegre do Serpro.

Com uma ampla base operacional, o Serpro presta serviços em rede que abrange todo o território nacional, num volume de ordem superior a um bilhão de transações online anuais, com sistemas popularizados por siglas ou expressões como: Siscomex, RAIS, Renavam, Siafi, Siape, IRPF, Receitanet, Rede Governo, Siafem, Siapenet, Siorg, SIR e outros já inseridos nas esferas econômicas e sociais da vida do Governo, das empresas e dos cidadãos brasileiros.
O Serpro e a Dataprev foram incluídos no Programa Nacional de Desestatização (PND), em janeiro de 2020. O Ministério Público Federal (MPF), no entanto, emitiu nota à época declarando que a privatização do Serpro contraria a Lei Geral de Proteção de Dados Pessoais (LGPD) e ameaça a segurança nacional, em razão de que seus bancos de dados passariam a ser geridos de forma terceirizada.
Em 2021, a empresa fechou contrato de 13,5 milhões de reais com a distribuidora Ingram Micro para aquisição de um sistema antirobôs.

### Certificação digital
O Serpro é credenciado como Autoridade Certificadora (AC) da Infraestrutura de Chaves Públicas brasileira – ICP-Brasil. A aprovação da auditoria e fiscalização feita nas dependências do Centro de Certificação Digital do Serpro, concedendo à empresa o direito de operar como autoridade certificadora (AC) e autoridade de registro (AR) na ICP-Brasil, foi publicada no Diário Oficial da União do dia 1º de abril de 2002, pelo Instituto Nacional de Tecnologia da Informação.
Como AC, a empresa está habilitada para representar uma entidade responsável pela emissão, gerenciamento, renovação e revogação de certificação digital e, apta a prover serviços de certificação digital para seus atuais clientes.

## Catálogo
Os principais sistemas e serviços desenvolvidos e providos pelo Serpro são:
- Cadastro de Pessoas Físicas – CPF
- Cadastro Nacional de Pessoas Jurídicas – CNPJ
- RADAR – Gestão de Infrações e Penalidade de Trânsito
- API CNPJ, API CPF e API NFe
- Datavalid - Solução de análise de informações
- Sistema de Notificação Eletrônica – SNE
- CNH Digital
- Vio
- Certificado Digital
- SerproMail– Solução de e-mail e colaboração com plataforma integrada disponível para todos órgãos públicos
- Registro Nacional de Veículos Automotores – RENAVAM
- Registro Nacional de Carteira de Habilitação – RENACH
- Registro e Licenciamento de Empresas – RLE
- Cadastro Sincronizado Nacional – CADSINC
- Declaração do Imposto de Renda via Internet – ReceitaNet
- Programa de Recuperação Fiscal – REFIS[9]
- Parcelamento Especial – PAES[10]
- Parcelamento Excepcional – PAEX[11]
- Redes que permitem integrar balancetes contábeis ao Fundo de Participação de Estados (FPE)
- Redes que permitem integrar balancetes contábeis ao Fundo de Participação dos Municípios (FPM)
- Relação Anual de Informações Sociais – RAIS
- Sistema Integrado de Administração Patrimonial – SIAPA
- Sistema Integrado de Administração de Serviços Gerais – SIASG[12]
- Sistema Integrado de Administração Financeira do Governo Federal – SIAFI
- Sistema Integrado de Comércio Exterior – Siscomex
- Sistema Integrado de Informações Econômico Fiscais – SIEF
- Sistema Público de Escrituração Digital – SPED

O Serpro também organiza o Congresso Internacional Software Livre e Governo Eletrônico (CONSEGI), evento internacional de software livre e governo eletrônico.

## Governo eletrônico
A Universidade Corporativa do Serpro, formatou e viabilizou (em 2011/2012), em conjunto com a Escola de Administração Fazendária (ESAF), o primeiro curso de especialização em governo eletrônico (lato sensu). Esta turma teve a participação de funcionários do Serpro e servidores do Banco Central, Secretaria do Tesouro Nacional e Secretaria de Logística e Tecnologia da Informação do Ministério do Planejamento, Orçamento e Gestão (MPOG).

### Fornecimento de dados para a ABIN
Em junho de 2020, o The Intercept Brasil revelou que a ABIN solicitou ao Serpro acesso total ao banco de dados de CNHs, ou seja, o Renach (Registro Nacional de Condutores Habilitados), o que corresponde a dados de 76 milhões de brasileiros (36% da população), com atualização mensal dos dados, considerando-se que são emitidas mais 1,5 milhão de CNHs todo mês. Os dados a que a ABIN queria acesso, sobre cada cidadão habilitado a dirigir, incluem: "nome, filiação, CPF, endereço, telefones, foto, e dados dos veículos (inclusive com nomes de proprietários anteriores, situação e procedência)".
O fornecimento de dados estava previsto para iniciar-se em maio de 2020, duraria até maio de 2021, e custaria pouco mais de R$ 330 mil. O Serpro chegou a criar um código interno para a projeto: "11797 (Abin – Extração Denatran)". A ABIN confirmou a operação, dizendo que "a obtenção, a integração e o compartilhamento de bases de dados são essenciais para o funcionamento da atividade de inteligência".